# Gregor III. (Porto)
Gregorius († 991) war als Gregor III. Kardinalbischof von Porto bei Rom.
Über Gregors früheres Leben ist nichts bekannt. Papst Johannes XV. ernannte ihn 985 zum Kardinalbischof von Porto. Um diese Zeit erhielt er wohl auch die Bischofsweihe. Auch über seine Zeit als Kardinalbischof oder Tätigkeiten weiß man nur wenig. Er starb 991, sechs Jahre nach seiner Ernennung.